# Cantó d'Embasac
El cantó d'Embasac és un cantó francès del departament de l'Alta Viena, situat al districte de Llemotges. Té 7 municipis i el cap és Embasac.

## Municipis
- Embasac
- Los Bilanges
- Bonac
- Rilhac Rancom
- Sent Laurenç l'Egleisas
- Sent Préch Taurion
- Sint Sauvéstre

## Història
| Data d'elecció                           | Identitat      | Partit | Qualitat |
| ---------------------------------------- | -------------- | ------ | -------- |
| 1945-1973                                | Gabriel Texier | PCF    |          |
| 1973-2004                                | André Gagnadre | PS     |          |
| 2004-                                    | Georges Biron  | PS     |          |
| les dades anteriors no són pas conegudes |                |        |          |
|                                          |                |        |          |

## Demografia
| 1962  | 1968  | 1975   | 1982   | 1990   | 1999   | 2006   |
| ----- | ----- | ------ | ------ | ------ | ------ | ------ |
| 8.782 | 9.176 | 10.204 | 12.278 | 13.405 | 13.953 | 15.123 |